# Darko Perić
Darko Perić (Kladovo, 25 marzo 1977) è un attore serbo naturalizzato spagnolo noto principalmente per il ruolo di Helsinki nella serie televisiva La casa di carta.

## Carriera
Nel 2004 si è trasferito a Barcellona, città che gli ha dato l'opportunità di lavorare nel cinema. Perić è stato scelto in una varietà di parti diverse che includono ruoli nella locale TV3, dove è stato scelto per il suo primo lavoro principale nella serie spagnola "Crematorio" per Canal+ nel 2010. Dopo di ciò, continua a lavorare in Spagna in diverse produzioni, dalle serie tv ai lungometraggi. Nel 2015 recita in Perfect Day, diretto da Fernando León de Aranoa con Benicio del Toro, Tim Robbins e Olga Kurylenko.
Nel 2016 è stato scelto per la serie spagnola di Atresmedia Mar de plástico, dove ha interpretato il ruolo di Oso, un gangster ucraino antagonista principale della serie. Questo ruolo gli dà una maggiore visibilità nell'industria cinematografica spagnola. Nel 2017 Perić è stato scelto per interpretare il ruolo di Helsinki nella serie La casa di carta. Creata da Álex Pina, la serie è stata originariamente prodotta da Atresmedia fino al 2016, quando Netflix acquisisce i diritti per la distribuzione delle serie attraverso il loro servizio di streaming in tutto il mondo. Nell'estate 2019 Perić ha iniziato a girare la terza stagione de La casa di carta,  andata in onda nel settembre dello stesso anno.

## Filmografia

### Cinema
- Garantía personal, regia di Rodrigo Rivas (2016)
- Bajo el mismo techo, regia di Juana Macías (2019)
- La prima regola, regia di Massimiliano D'Epiro (2022)
- Ricchi a tutti i costi, regia di Giovanni Bognetti (2024)
- Greta e le favole vere, regia di Berardo Carboni (2024)

### Televisione
- La casa di carta (La casa de papel) – serie TV, 31 episodi (2017-2021)

## Doppiatori italiani
- Luca Graziani in La casa di carta